# Анаи (певица)
Анаи Джованна Пуэнте Портильо (исп. Anahí Giovanna Puente Portilla;  род. 14 мая 1983, Мехико, Мексика) — мексиканская поп-певица, автор песен, музыкант, актриса, предприниматель. В настоящее время Анаи является одной из наиболее успешных мексиканских актрис (она много снимается в телесериалах). Параллельно телекарьере Анаи записывает альбомы с латиноамериканской музыкой и выступает с концертами. Интегро Группа успешных, RBD.

## Фильмография

### Кино
| Год  | Название               | Название                   | Роль            |
| Год  | По-русски              | В оригинале                | Роль            |
| ---- | ---------------------- | -------------------------- | --------------- |
| 1989 | Хладнокровное убийство | Asesinato a sangre fría    | победа          |
| 1989 | Жила-была звезда       | Había una vez una estrella | Мария Хуаны     |
| 1991 | Рождены, чтобы умереть | Nacidos para morir         | Юлия            |
| 1992 | Победитель             | El Ganador                 | Марианская Сант |
| 1992 | Помогите мне кум       | Ayudame Compadre           | Карла           |
| 1996 | Не защищай меня, кум   | No me defiendas compadre   | Стефания        |
| 1999 | Неожиданная любовь     | Inesperado amor            | Ана             |
| 2000 | Синий Послеобеденное   | Tarde Azul                 | Николь          |

### Теленовеллы

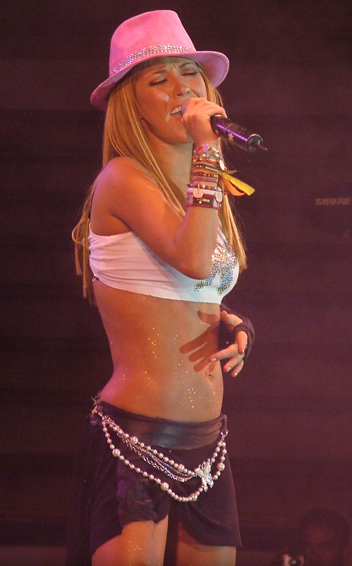
Анаи, 2005

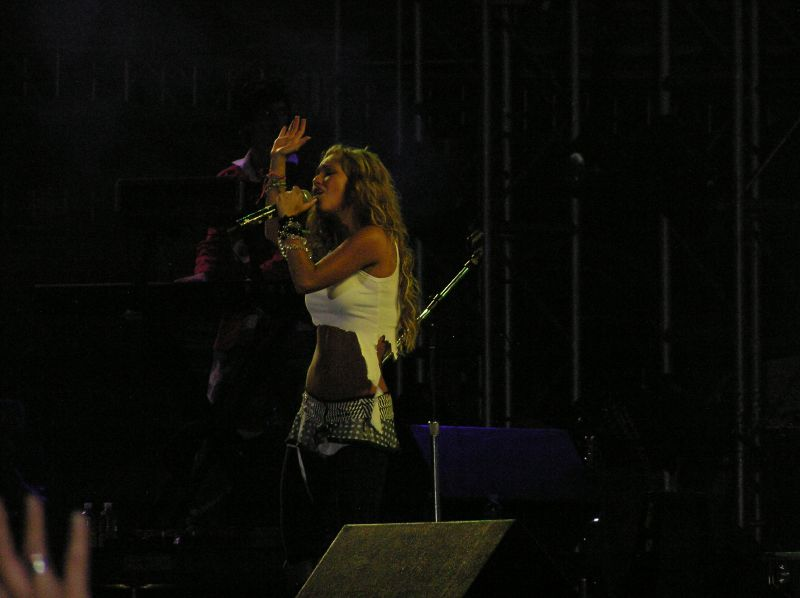
Анаи, 2006

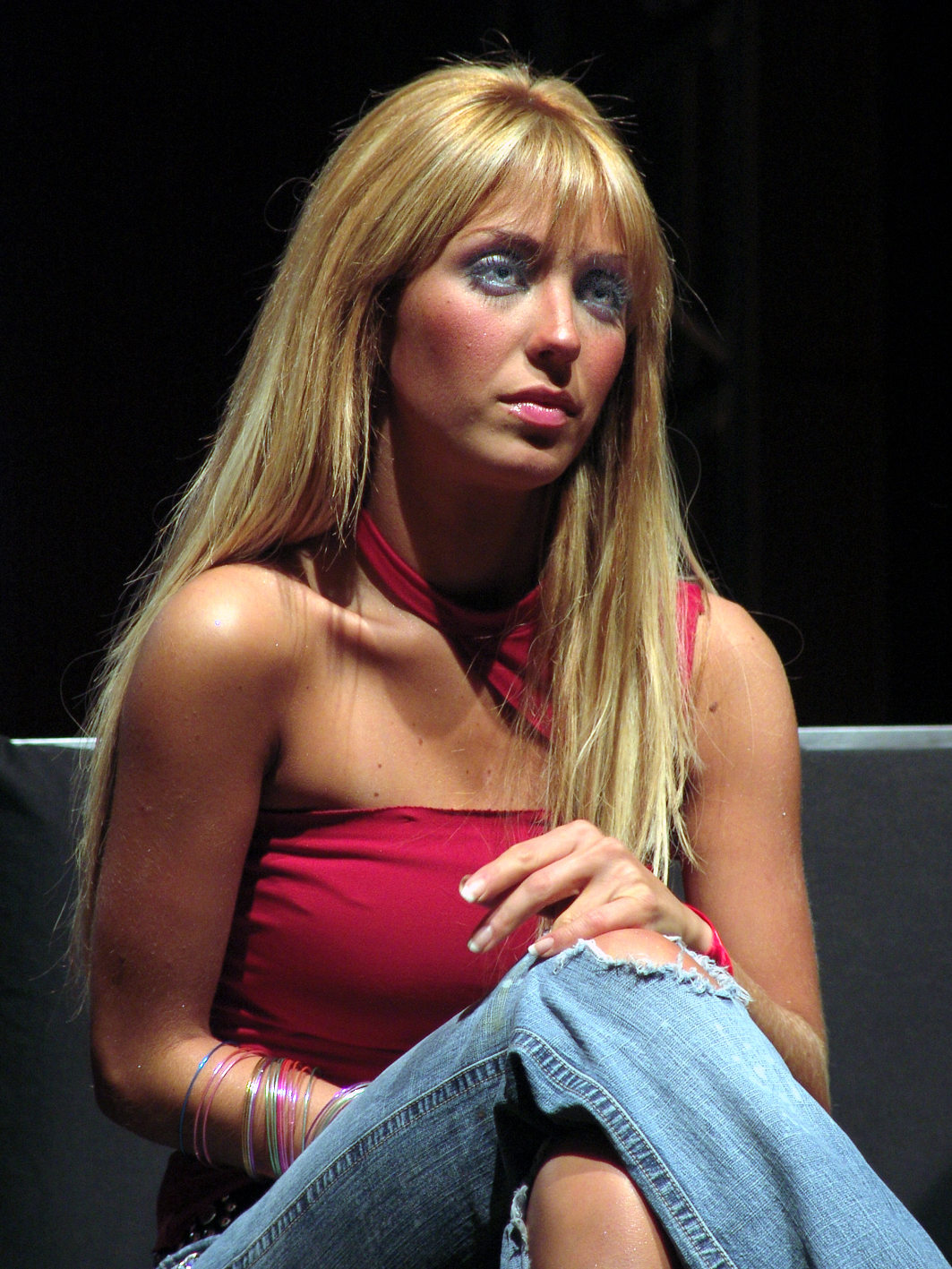
Анаи, 2006

| Год  | Название                        | Название                             | Роль              |
| Год  | По-русски                       | В оригинале                          | Роль              |
| ---- | ------------------------------- | ------------------------------------ | ----------------- |
| 1985 | Chiquilladas                    | Chiquilladas                         | малина            |
| 1989 | Супер Волны                     | Super Ondas (серия)                  | Марисоль          |
| 1989 | Топтался на                     | La Hora Marcada                      | победа            |
| 1989 | сеть                            | La Telaraña                          | Карла             |
| 1989 | Карусель                        | Carrusel                             | Пати              |
| 1991 | Озорные мечтатель               | La Pícara Soñadora                   | продавщица        |
| 1991 | Матерям эгоистичных             | Madres Egoístas                      | Габи              |
| 1991 | Muchachitas                     | Muchachitas                          | Бетти             |
| 1992 | Ангелы без рая                  | Ángeles Sin Paraíso                  | ренклод           |
| 1992 | отец-одиночка                   | Papá Soltero (серия)                 | Титы              |
| 1995 | жаворонок                       | Alondra                              | маргаритка        |
| 1996 | Ты и я                          | Tú y Yo                              | Мелисса Альварес  |
| 1996 | Девушкой, реальные случаи жизни | Mujer, Casos de la Vida Real (серия) | Анна              |
| 1997 | Моя маленькая непослушная       | Mi Pequeña Traviesa                  | Саманта           |
| 1998 | Жить по Елена                   | Vivo por Elena                       | Талита            |
| 1998 | Каплю любви                     | Gotita de Amor                       | Нурия             |
| 1998 | Чистой соли и два               | Una Pura y Dos Con Sal (серия)       | Бретань Тейлор    |
| 1999 | Даниэла Дневник                 | El diario de Daniela                 | Адела Монроя      |
| 1999 | Обманутые женщины               | Mujeres Engañadas                    | Джессика Дуарте   |
| 2000 | Первая любовь                   | Primer amor… a mil por hora          | Йована Луны       |
| 2002 | Класс 406                       | Clase 406                            | Джессика Рикельме |
| 2004 | Мятежники                       | Rebelde                              | Mía Колуччи       |
| 2007 | Лола ... Однажды на Диком       | Lola...Érase una vez                 | Анаи              |
| 2007 | RBD: Ла Фамилия                 | RBD:La Familia (серия)               | Анаи              |
| 2011 | Два очага                       | Dos Hogares                          | Анжелика Эстрады  |

## Дискография

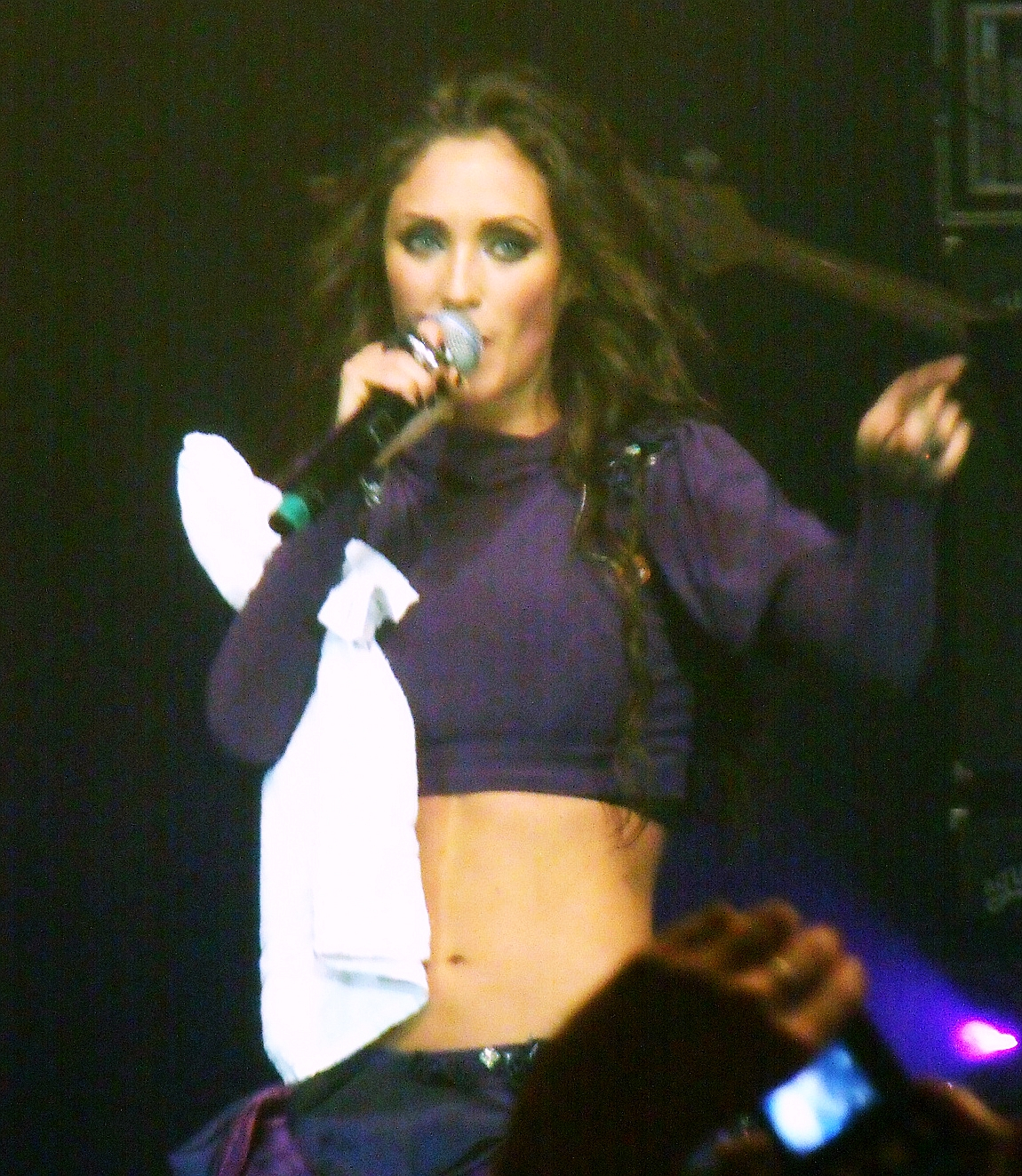
Анаи, 2010

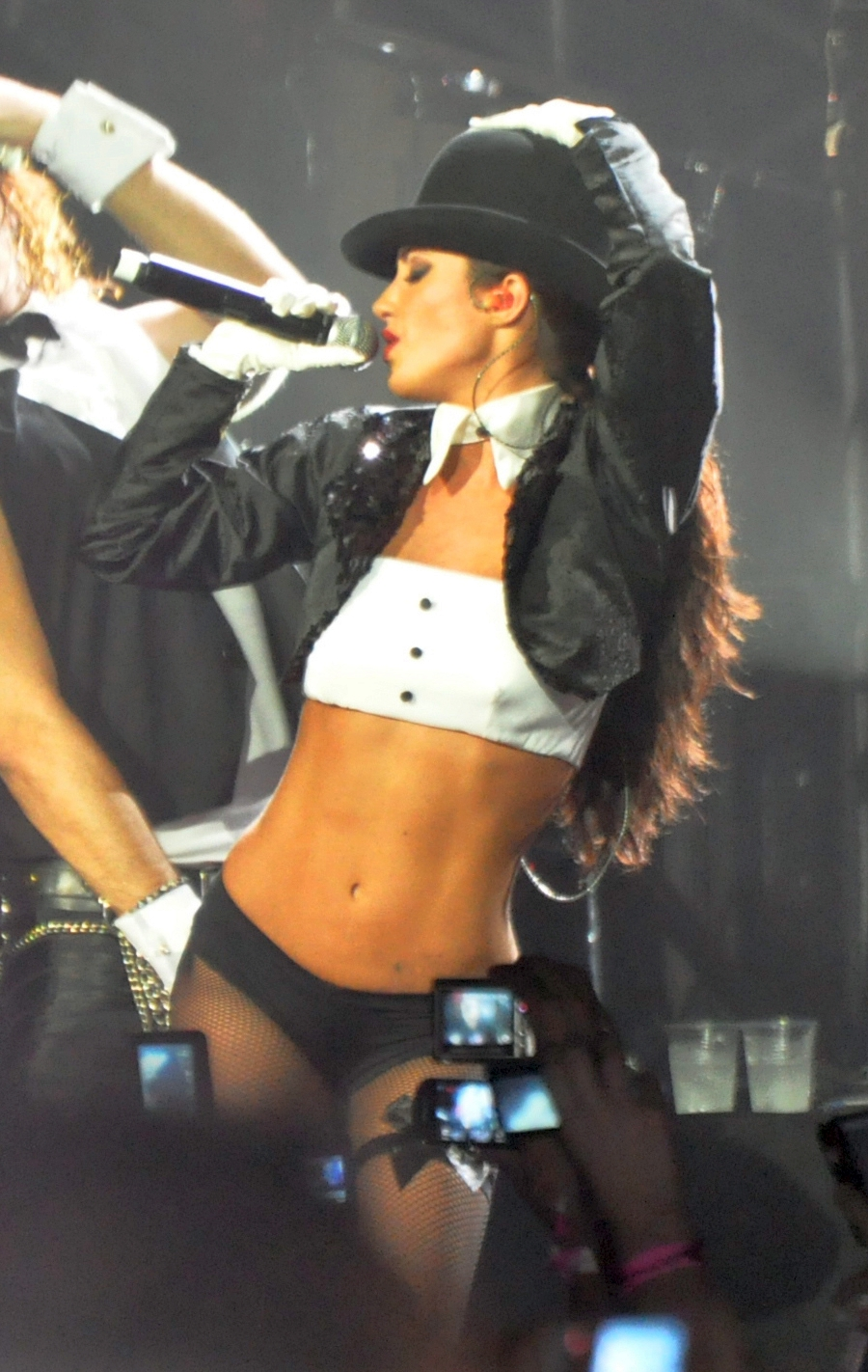
Анаи, 2011

Анаи, 2018

### Студийные альбомы
- 1992: Anahí
- 1996: Hoy es mañana
- 1997: Anclado en mi corazón
- 2000: Baby Blue
- 2009: Mi Delirio
- 2016: Inesperado

### Сборники
- 2005: Antología
- 2006: Una rebelde en solitario
- 2007: Antes de ser rebelde

### Мини-альбомы
- 2010: Alérgico (Fan Edition) - EP

### Синглы
- 1996: «Descontrolándote»
- 1996: «Corazón de bombón»
- 1996: «Por volverte a ver»
- 1996: «No me comparen»
- 1997: «Anclado en mi corazón»
- 1997: «Escándalo»
- 1997: «Salsa reggae»
- 2000: «Primer amor»
- 2001: «Superenamorándome»
- 2001: «Juntos» при участии Бекер, Куно
- 2001: «Desesperadamente sola»
- 2001: «Tu amor cayó del cielo»
- 2009: «Mi delirio»
- 2010: «Quiero»
- 2010: «Me hipnotizas»
- 2010: «Alérgico»
- 2011: «Para Qué»
- 2011: «Dividida»
- 2011: «Click»
- 2013: «Absurda»
- 2015: «Rumba» при участии Wisin
- 2015: «Boom Cha» при участии Zuzuka Poderosa
- 2016: «Eres» при участии Julión Álvarez

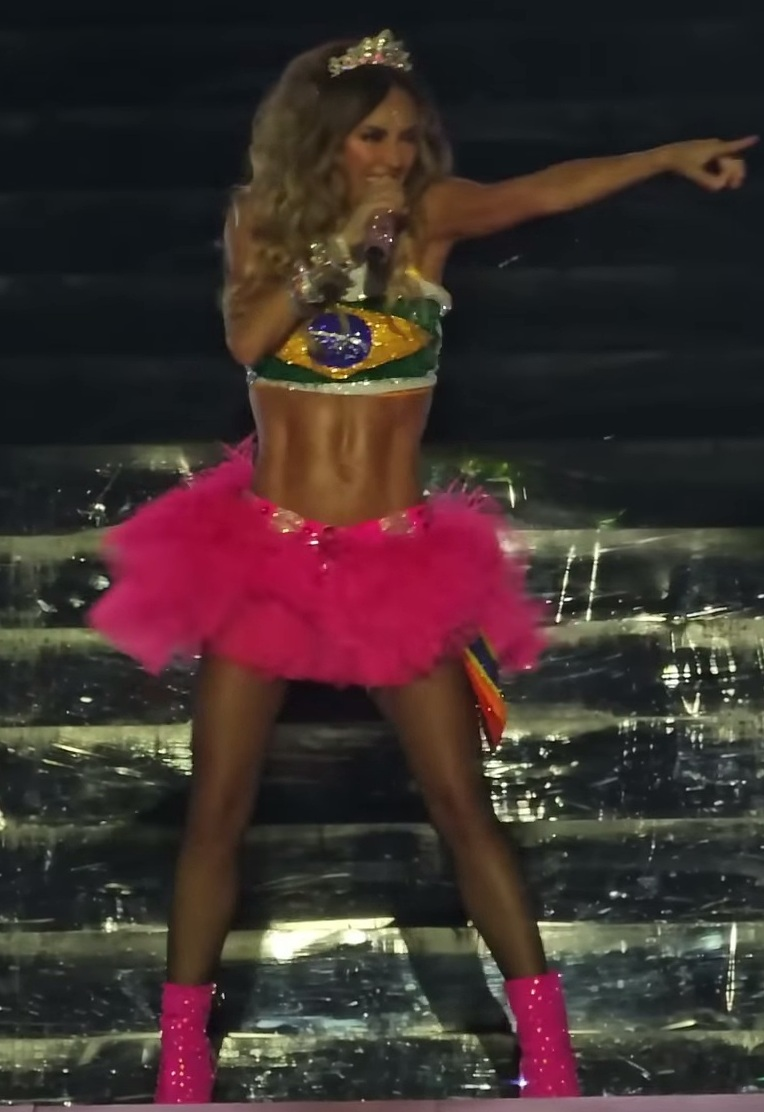
Анаи, 2023

- 2016: «Amnesia»
- 2020: «Latidos»

### Синглы при участии Анаи
- 2001: «Juntos» (при участии Бекер, Куно)
- 2009: «El regalo más grande» (при участии Дульсе Мария и Ферро, Тициано)
- 2011: «Libertad» (при участии Кристиан Чавес)
- 2011: «Click» (при участии Brian Amadeus и Ale Sergi)
- 2011: «Rendirme en tu amor» (при участии Carlos Ponce)
- 2016: «Bailando Sin Salir De Casa» (при участии Matute)

## Туры
- Anahí Pocket Show (2009)
- Mi Delirio World Tour (2009—2011)